# نهائيات الجولة العالمية لرابطة محترفي التنس 2013
نهائيات جولة رابطة محترفي التنس 2013 (بالإنجليزية: 2013 ATP World Tour Finals)‏. هي بطولة كرة المضرب الختامية التي اقيمت عام 2010 على استاد اوتو آرينا في لندن. اقيمت البطولة بين 4 و11 نوفمبر 2013. فاز بلقب الفردي الصربي نوفاك دجوكوفيتش عندما هزم الإسباني رافاييل نادال.

## الفائزون
- نوفاك دجوكوفيتش هزم  رافاييل نادال 6–3, 6–4 فردي الرجال.[1]
- دافيد ماريرو و فرناندو فيرداسكو هزما  بوب براين و مايك براين 7–5, 6–7(3–7), [10–7]. زوجي الرجال.